# 無言の丘
『無言の丘』（むごんのおか、原題：無言的山丘、英題：Hill of No Return）は、王童（ワン・トン）監督による台湾映画。日本統治時代における台湾人の屈辱的な生活を描写した作品。台湾の現代史を通じて台湾人の境遇を細やかに描き、『村と爆弾』、『バナナ・パラダイス』とともに王童監督の「台湾現代三部作」の3作目として位置づけられている。
本作品の撮影が行われた金瓜石の鉱山跡では、往時の盛況が再現されたほか、鉱山の遺跡と四季の景色を楽しみに国外からの観光客が訪れるようになった。

## キャスト
- 阿助：澎恰恰（ポン・チアチア）:阿屘の兄。
- 阿屘：黄品源（ホァン・ピンユェン）:阿助の弟。
- 阿柔：楊貴媚（ヤン・クイメイ）:未亡人
- 富美子：陳仙梅（チェン・シエンメイ）
- 媽媽桑：文英
- 紅目仔：任長彬
- 阿桑：張世
- 憨溪：陳博正

## ストーリー
阿助と阿屘は、小作農一家の純朴な兄弟だったが、両親の葬式の費用を捻出したことがきっかけで、地主に不合理な契約で働かされていた。ある日、兄弟は逃げ出すことを決め、掘り出した黄金で自分たちの田畑を買おうと、金瓜石の鉱山採掘人の列に加わった。
鉱夫に着いていった2人は、金瓜石（民営鉱山九份の隣地区）にたどり着き、未亡人の阿柔が持つ粗末な部屋を借りることになった。国営鉱山の金瓜石で産出される金は豊富だったが、鉱夫たちに渡される報酬はわずかばかりなうえ、国から経営を委託された鉱山主は鉱夫たちが金を持ち出さないよう目を光らせていた。
一方、阿柔はこの6年間で鉱夫であった2人の夫を相次いで亡くしていた。山中で子供を育てるために、どんなことでもしなくてはならなかった。実直な阿助は、阿柔の生き方を好ましく思っていなかったが、知らず知らずのうちに言葉に表せない感情を持つようになる。
日に日に阿柔に思いを寄せるようになった阿助は、他人の意見を振り切り阿柔の3番目の夫となった。弟の阿屘は富美子を好きになり、富美子が自由の身になることを切に願うが、どうすることもできなかった。ある日、盗掘を企んだ阿助と阿屘は仲間と共に夜間、坑道へ忍び込むも、巡回中の警備員に発見され、さらにダイナマイトの爆発事故も重なり、阿助が事故死してしまう。阿柔は泣きたいのに涙も出ず、ただこの無言の丘から去るばかりだった。

## 受賞
1992年の第29回台湾金馬奨では10部門にノミネートされ、このうち最優秀作品賞、最優秀監督賞など5部門を獲得した。また、アジア太平洋映画祭で最優秀脚本賞と最優秀美術設計賞を受賞し、第6回シンガポール国際映画祭では最優秀主演女優賞と審査員特別賞、第1回上海国際映画祭では最優秀作品賞をそれぞれ受賞している。